# Вергулевское
Вергулевское (укр. Вергулівське) — посёлок, относится к Краснолучскому городскому совету Луганской области Украины. Под контролем самопровозглашённой Луганской Народной Республики.

## География
Соседние населённые пункты: сёла Артёма на юго-западе, Уткино, Воскресеновка на западе, посёлки Селезнёвка на северо-западе, сёла Баштевич на севере, Никитовка и посёлки Широкий на востоке, Фёдоровка, Буткевич и город Петровское на юго-востоке, посёлок Давыдовка на юге.

## Население
Население по переписи 2001 года составляло 110 человек.

## Общие сведения
Почтовый индекс — 94546. Телефонный код — 6432. Занимает площадь 0,06 км².

## Местный совет
94540, Луганская обл., Краснолучский горсовет, г. Петровское, пл. Свободы, 1